# لسلی اشبورن
لسلی اشبورن (انگلیسی: Lesley Ashburner; ۲ اکتبر ۱۸۸۳ – ۱۲ نوامبر ۱۹۵۰) ورزشکار دو و میدانی اهل ایالات متحده آمریکا بود.